# Jean-Pierre Harris
Pour les articles homonymes, voir Harris.
Jean-Pierre Harris, né le 10 janvier 1930 à Nevers, et mort dans la même ville le 17 mai 2010, est un écrivain, un haut fonctionnaire et un homme politique français.
Il est le frère du journaliste et réalisateur André Harris (1933-1997).

## Biographie

### Formation
Jean-Pierre Harris, après des études au lycée de Nevers, obtient son baccalauréat à Paris, en 1948. Pour financer ses études en philosophie à Dijon (il en ressortira avec un CAPES en 1957) et en psychologie à Paris (licence), il travaille cinq ans comme surveillant au lycée de Nevers. Harris est alors prêt pour entamer quatre vies : enseignant en philosophie, homme politique, haut fonctionnaire et écrivain.

### L'enseignant
Après avoir enseigné la philosophie à Tlemcen (Algérie) de 1957 à 1960, Jean-Pierre Harris revient ensuite dans le lycée de sa ville natale où il est professeur durant une vingtaine d'années. En 1977, il devient membre de l'Académie du Morvan ; en 1989, président de la Société académique du Nivernais ; et, à partir de 1998, président de l'Université du temps libre.

### Le haut fonctionnaire
Féru de l'histoire de son département, Jean-Pierre Harris s'investit dans la conservation et la promotion de son patrimoine, ce qui le conduit à diverses fonctions à vocation culturelle et touristique : il occupe ainsi successivement ou simultanément les fonctions de président du comité départemental (Nièvre) du tourisme de 1962 à 2004, vice-président du comité régional du tourisme de Bourgogne de 1973 à 2004, vice-président de la Fédération nationale des comités départementaux de tourisme, président du Syndicat d´initiative de Nevers, président de l´Union des syndicats d’initiative de la Nièvre et président de la Camosine (Caisse pour les monuments et les sites de la Nièvre) de 2000 à sa mort.
Cette spécialisation le conduit à exercer, dans les années 1980, des fonctions à envergure nationale : sous-directeur de la Promotion touristique auprès du secrétariat d´État chargé du Tourisme en 1981 ; inspecteur général (1983), puis inspecteur général honoraire du Tourisme ; directeur de l´Inspection générale du Tourisme (de 1988 à 1995) et responsable de la délégation française au conseil exécutif de l´Organisation mondiale du tourisme (de 1982 à 1985). Il officie par ailleurs en 1981 comme chargé de mission au ministère du Temps libre, et préside de 1986 à 1995 le comité national du fleurissement de la France.

### L'homme politique
Engagé dans la vie politique en 1971, au nouveau Parti socialiste, Jean-Pierre Harris devient cette année-là conseiller municipal de Nevers. En 1983, il devient premier adjoint du nouveau maire Pierre Bérégovoy, et le reste jusqu'en 2001, Harris continuant de seconder Didier Boulaud, qui succède à Bérégovoy en 1993.
Conseiller général du canton de Nevers-Nord de 1973 à 2004, il est premier vice-président du conseil général de la Nièvre de 1978 à 2004 (il est ainsi, les trois premières années, un conseiller de François Mitterrand, duquel il devient un ami proche, et qui envisagea un temps de le nommer ministre), et assure logiquement l'intérim lors du décès, en 1986, de Noël Berrier. Il occupe également un temps la fonction de questeur du conseil général.

### L'écrivain
Outre ses articles dans des revues spécialisées en histoire (qui le passionne) et en philosophie, Jean-Pierre Harris est l'auteur de plusieurs ouvrages sur l'histoire de son département. On lui doit également une biographie du philosophe Antoine Destutt de Tracy et un ouvrage sur Sainte Bernadette.

## Publications
- Voyage à travers le Nivernais, avec une préface de François Mitterrand, Éditions S.A.E.P., Colmar-Ingersheim, 1974.
- Nivernais et Morvan d'autrefois, Horvath, Lyon, 1981.
- Nivernais Morvan, Christine Bonneton éditeur, 1989 (ouvrage collectif écrit avec la collaboration de Jean Bugarel, Jean-Bernard Charrier, Jean Drouillet, Jean-Pierre Harris, Gérard Taverdet et Marcel Vigreux).
- Sainte Bernadette, l'âme sœur. Réflexions sur la simplicité, Éditions des Cheminements spirituels, 2003.
- Antoine Destutt de Tracy, l'éblouissement des Lumières, avec une préface de Jean Tulard, Éditions de l'Armançon, 2008.

## Décorations
- Commandeur de la Légion d'honneur
- Commandeur de l'ordre national du Mérite
- Officier de l'ordre des Arts et des Lettres
- Commandeur de l'ordre des Palmes académiques
- Officier de l'ordre du Mérite agricole
- Médaillé de la Jeunesse et des Sports